# Aufschluss (Bergbau)
Der Aufschluss umfasst alle bergbaulichen Maßnahmen zur Erschließung einer Lagerstätte im Tagebau. Bei Untertage-Bergwerken spricht man von Ausrichtung.
Der Aufschluss ist ein technischer Vorgang zur Freilegung einer geologischen Formation oder Lagerstätte. Der Aufschluss im Tagebau entspricht dem Entfernen des Deckgebirges über der Lagerstätte. Der Aufschluss im Untertagebau erfolgt durch das Abteufen von Schächten, dem Auffahren von Strecken sowie der Ausrichtung und Vorbereitung der Lagerstätte zum Abbau.

## Einordnung
Der Aufschluss ist die erste Phase im Zyklus eines Tagebaus:
1. Aufschluss
2. Förderung / Regelbetrieb
3. Rekultivierung / Wiedernutzbarmachung

## Maßnahmen
Voraussetzung für den Beginn der Aufschlussarbeiten ist die Erteilung einer Bergbauberechtigung. Dies ist notwendig, da diese Phase durch hohe Investitionskosten gekennzeichnet ist und mehrere Jahre dauern kann. Beispielsweise begann der Aufschluss von Tagebau Hambach 1978, die erste Förderung erfolgte erst sechs Jahre später.
Zum Aufschluss gehören mehrere Maßnahmen:
- Festlegung der „Aufschlussfigur“, d. h. der Form des aufzuschließenden Gebietes
- Maßnahmen zur Wasserhaltung (z. B. Absenkung des Grundwasserspiegels, Umleitung von Flussläufen)
- Devastierung von Ortschaften, Biotopen und Schutzgebieten sowie Ausgleichsmaßnahmen
- Abtragung des Deckgebirges (Ablagerung des Abraums auf Außenkippen, Abtragung von Mutterboden)
- Vorbereitung von Arbeitsebenen, auf denen die Fördertechnik aufgestellt wird
- Montage der Fördertechnik
- Schaffung von Verkehrs- und Infrastruktur (z. B. Anbindung an das Straßen- und Bahnnetz, Stromversorgung)
- Maßnahmen zum Immissionsschutz (Verminderung von Lärm, Erschütterungen, Staubemission)

Überdies sind bereits in dieser Phase Maßnahmen zur Wiedernutzbarmachung zu treffen.